# Vékás Domokos
Vékás Domokos (Kisgalambfalva (Románia), 1926. május 27. – Budapest, 1995. február 8.) magyar diplomata, volt kolozsvári főkonzul.

## Pályafutása
Földművescsaládban született Kisgalambfalván, apja őt is földművesnek szánta. A helyi tanító, a református pap és a Székely Mikó Kollégium igazgatója évekig győzködték a szülőket, hogy engedjék továbbtanulni a jó eszű gyereket. 1938 és 1946 között a sepsiszentgyörgyi Székely Mikó Kollégiumban tanult, majd a Bolyai Tudományegyetem hallgatója lett magyar-román szakon, ám végül Budapestre jött, ahol az ELTE orosz szakán, a Lenin Intézetben szerzett tanári diplomát 1954-ben. Első munkahelye a külügyminisztérium volt, ahonnan 1955-56 között a tiranai, majd 1958-60-ig a római nagykövetségekre került mint beosztott diplomata. Magyarország bukaresti nagykövetségén kétszer teljesített szolgálatot: 1961 és 1964, majd 1968 és 1974 között, ezt követően 1976 és 1981 között Damaszkuszban dolgozott szintén beosztott diplomataként.
1983. december 30. és 1988. augusztus 1. között Magyarország kolozsvári főkonzulátusa vezetője volt főkonzulként. Az ő révén kerültek Kolozsvárra magyarországi könyvek, folyóiratok, újságok, ezzel a kolozsvári főkonzulátus valamiféle ablakot nyitott a "vasfüggönyön", amely az erdélyi magyarságot valósággal elszigetelte az anyaország kultúrájától. Maga is kezdeményezője volt annak a stratégiaváltásnak, ami a magyar kormány magyar kisebbségieket érintő politikájában az 1980-as években végbement. 1988. június 27-én zajlott Románia budapesti nagykövetsége előtt a falurombolás elleni Erdély-tüntetés, melyre válaszul a Nicolae Ceaușescu vezette Románia bezáratta a kolozsvári magyar főkonzulátust. Visszaemlékezése szerint 1988. július 28-án este Bukarestből telefonáltak, hogy a konzulátust azonnali hatállyal bezárják, a dolgozókat kiutasítják, 48 órán belül el kell hagyniuk Romániát. A következő két napban számos román és magyar ismerőse, erdélyiek, kolozsváriak keresték meg, hogy kifejezzék sajnálkozásukat a történtek miatt. A hazafelé vezető úton Kolozsváron, Gyalun, Nagykapuson, Körösfõn, a Királyhágón, Élesden, Nagyváradon is kisebb csoportokkal találkoztak. Hazatérését követően nyugdíjba vonult.
Ezt követően számos alkalommal tartott előadást, mindenütt azt a gondolatot képviselte, hogy aki politikai okból menekül Erdélyből, azt segíteni kell - ő maga is sokaknak segített -, de nem értett egyet azzal, hogy gazdasági okból hagyják el szülőföldjüket az erdélyiek. A rendszerváltozás után nem csatlakozott egyik politika párthoz sem, de mindenütt ott volt, ahol az erdélyi magyarság sorsáról volt szó. Számos egyesületnek tagja, vagy tiszteletbeli tagja volt, melyek az romániai magyarok ügyét szolgálták.
68 éves korában váratlanul, szívinfarktusban hunyt el. Halálát követően számos méltató cikk jelent meg életéről, az erdélyi magyarságért végzett emberi és szakmai munkájáról. Az Óbudai temetőben temették el.
2000-ben szülőfaluja, Kisgalambfalva általános iskolája felvette Vékás Domokos nevét.